# 贝努瓦·马隆

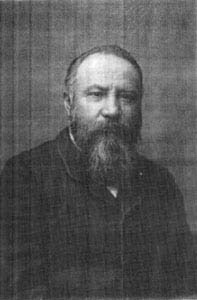
贝努瓦·马隆

贝努瓦·马隆（法語：Benoît Malon；1841年6月23日—1893年9月13日），法国工人运动活动家。

## 生平
马隆生于法国卢瓦尔省普雷雪贫苦农民家庭。曾到里昂的教会学校就读，蒲鲁东的著作让他接受了激进的政治观点。1863年马隆离开教会学校前往巴黎，当过染色工。期间结识泽菲兰·卡梅利纳和夏尔·龙格，进而积极参加工人运动，组织了多次罢工。1865年加入第一国际，次年出席国际日内瓦代表大会，支持蒲鲁东和巴枯宁的观点，后参与组建国际法国支部。
1868年马隆任第一国际巴黎支部委员会委员。因宣传社会主义和组织罢工，在1868年和1870年的审判案中被列为被告，被判刑和罚款。1870年九四革命后获释，任巴黎二十区中央委员会委员，第十七区副区长，参加1870年和1871年的巴黎起义，并从事巴黎围城战期间的救济工作。他担任国民自卫军中央委员会委员，联合蒲鲁东主义者和路易·奥古斯特·布朗基的支持者。1871年2月，马隆被选为法兰西第三共和国国民议会议员，但因反对与普鲁士签订预备和约割让阿尔萨斯和洛林而辞职。
马隆参加了巴黎三月十八日革命。后当选为巴黎公社委员，任劳动和交换委员会委员。和费利克斯·皮亚一起反对公社中的过于激进的派别。五月流血周中参加战斗，公社失败后马隆流亡瑞士，被缺席判处死刑。在瑞士期间与无政府主义者关系密切，参加汝拉联合会。1872年，在第一国际海牙代表大会上清除了无政府主义者，他得免。

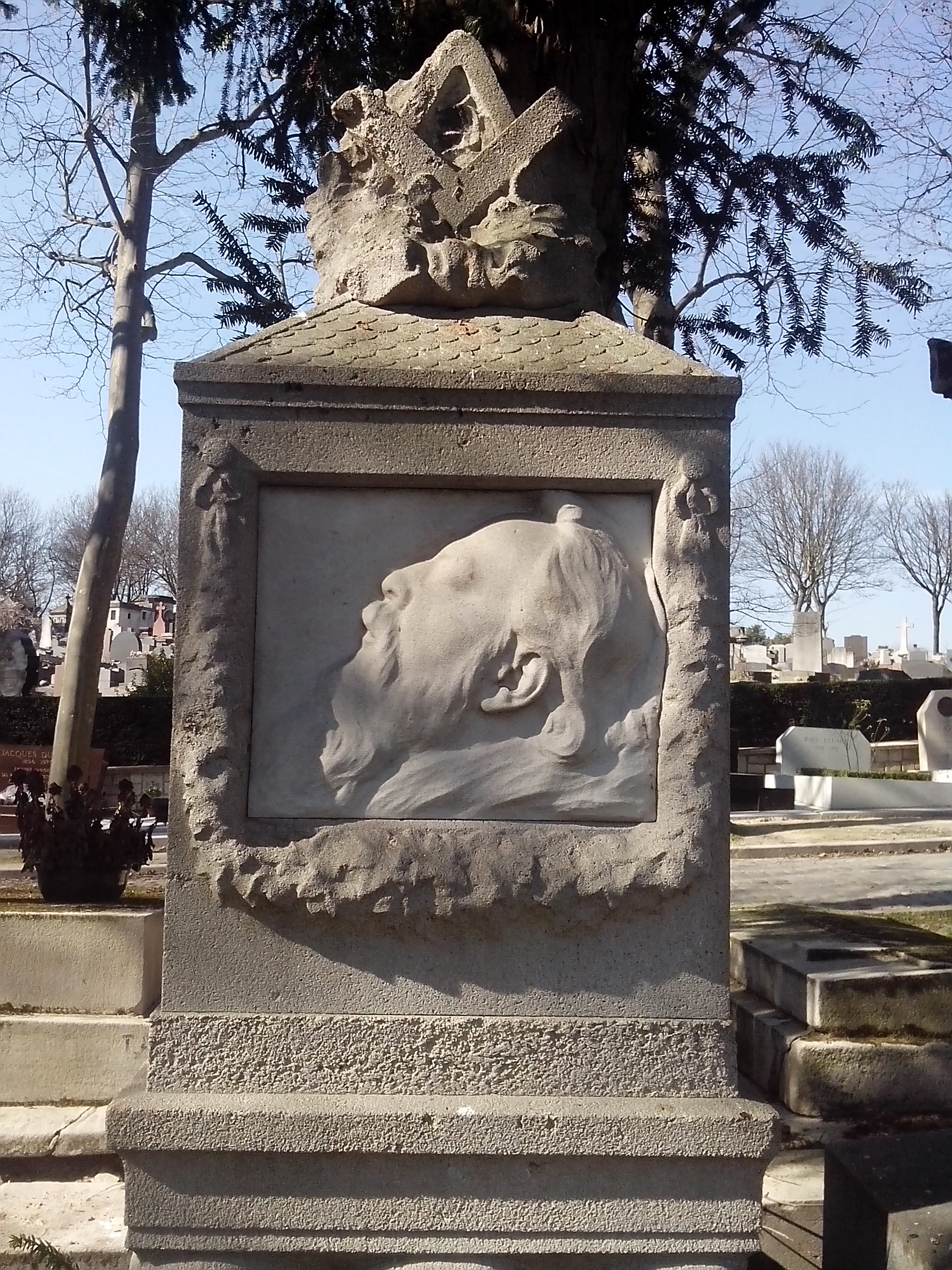
拉雪兹公墓贝努瓦·马隆纪念碑

1880年大赦后回国，继续从事记者工作，加入法国社会主义工人联盟，创办《社会主义评论》。1882年在圣埃蒂安大会上，法国工人党发生分裂，盖得和保罗·拉法格等人脱党成立法国工人党，马隆与保罗·布鲁斯等人则被称为“可能派”。1883年马隆脱离可能派。后主要在报刊上发表文章和从事写作，宣扬“完整的社会主义”，号召社会主义者的重新联合，其创办的刊物也接纳各种派别的来稿。
马隆去世后葬于拉雪兹公墓，葬礼有超过一万人参加。1913年墓地树立了马隆的纪念碑，让·饶勒斯发表了热情洋溢的讲话。1905年，可能派与盖得派的法兰西社会党联合组成了工人国际法国支部。

## 著作
- 《社会主义史》
- 《完整的社会主义》
- 《法国无产阶级的第三次失败》